# Глад във Виетнам
Гладът във Виетнам през 1945 г. се случва в Северен Виетнам по време на японската окупация в страната (1940-1945).
Около 2 милиона души от общо 8 милиона жители умират от глад в началото на годината. Повечето историци са на мнение, че тази криза е следствие от изземането на хранителните запаси на земеделците от японски войници с цел отглеждането на Технически култури за нуждите на Японската военна икономика. По този начин виетнамските фермери са принудени да култивират юта, а не ориз, лишавайки се от своята естествена и обичайна храна.